# Рай (телесеріал, 2025)
Рай (англ. Paradise) — американський політичний трилер, драматичний телесеріал, створений Деном Фоґельманом, у якому зіграли Стерлінг К. Браун, Джуліанна Ніколсон і Джеймс Марсден. Показ відбувся 26 січня 2025 року на Hulu в США. У лютому 2025 року серіал продовжено на другий сезон.

## Сюжет
В центрі подій розслідування вбивства президента США Кела Бредфорда (Джеймс Марсден), яке відбувається в циклопічному підземному місті під назвою «Рай» (англ. Paradise). Воно збудоване під однією з гір в Колорадо для обраних 25000 осіб випадковою мільярдеркою після почутого передбачення. Хто його вбив — вірний начальник охорони, колись любляча красуня-дружина, теперішня коханка?

## Акторський склад

### Головний
- Стерлінг К. Браун — агент Ксав'є Коллінз, головний агент секретної служби президента;
- Джуліанна Ніколсон — Саманта «Сінатра» Редмонд, найбагатша жінка у світі, яка зробила себе самостійно;
- Сара Шахі — доктор Габріела Торабі, психотерапевт і спеціаліст з горя;
- Ніколь Брайдон Блум[en] — агент Джейн Дрісколл, співробітник Секретної служби президента;
- Алія Мастін — Преслі Коллінз, донька-підліток Ксав'є Коллінза;
- Персі Даггс IV — Джеймс Коллінз, 10-річний син Ксав'є Коллінза;
- Джеймс Марсден — президент Кел Бредфорд, кодове ім'я[en] «Дикий кіт», знайдений вбитим, показаний лише через спогади інших.

### Другорядний
- Джон Біверс[en] — агент Вільям «Біллі» Пейс, співробітник Секретної служби президента та колишній найманець;
- Крис Маршалл[en] — головний спеціальний агент[en] Ніколь Робінсон, високопоставлений агент Секретної служби, яка підтримувала таємні романтичні стосунки із президентом;
- Кессіді Фрімен — перша леді Джесіка Бредфорд, дружина президента;
- Джеральд Макрейні[en] — Кейн Бредфорд, хворий на деменцію батько президента та колишній нафтовий барон;
- Енука Окума[en] — доктор Тері Роджерс-Коллінз, дружина Ксав'є, яка вважається мертвою після катастрофи;
- Річард Робішо — Карл, сусід Ксав'є Коллінза, який працює на станції керування купольним світлом;
- Метт Маллой[en] — Генрі Бейнс, віцепрезидент США і призначений наступник Бредфорда;
- Чарлі Еванс — Джеремі Бредфорд, син-підліток президента Кела Бредфорда;
- Ян Мерріган[en] — Трент, бібліотекар;
- Мішель Мередіт — Меґі, дружина Трента, офіціантка в закусочній.

## Епізоди
| № серії | Назва серії                                                             | Режисер(и)                | Сценарист(и)              | Оригінальна дата виходу |
| ------- | ----------------------------------------------------------------------- | ------------------------- | ------------------------- | ----------------------- |
| 1       | «Падіння «Дикого кота»» «Wildcat is Down»                               | Гленн Фікарра, Джон Рекуа | Ден Фоґельман             | 26 січня 2025           |
| 2       | «Сінатра» «Sinatra»                                                     | Гленн Фікарра, Джон Рекуа | Ден Фоґельман, Кеті Френч | 28 січня 2025           |
| 3       | «Архітектор соціального добробуту» «The Architect of Social Well-Being» | Ганджа Монтейро           | Джейсон Вілборн           | 28 січня 2025           |
| 4       | «Агент Біллі Пейс» «Agent Billy Pace»                                   | Ганджа Монтейро           | Скотт Вайнґер             | 4 лютого 2025           |
| 5       | «У палацах коронованих королів» «In the Palaces of Crowned Kings»       | Ганель Калпеппер          | Стівен Марклі             | 11 лютого 2025          |
| 6       | «Ви просили про дива» «You Asked for Miracles»                          | Ганель Калпеппер          | Джина Люсіта Монреаль     | 18 лютого 2025          |
| 7       | «День» «The Day»                                                        | Гленн Фікарра, Джон Рекуа | Джон Гоберг               | 25 лютого 2025          |
| 8       | «Людина, яка зберігала таємниці» «The Man Who Kept the Secrets»         | Гленн Фікарра, Джон Рекуа | Надра Відаталла           | 4 березня 2025          |

## Виробництво

### Розробка
У квітні 2023 року повідомлялося, що Hulu замовила серіал 20th Television, написаний Деном Фоґельманом, який також є виконавчим продюсером через Rhode Island Ave. Productions разом із Джесс Розенталь. Стерлінг К. Браун і Джон Гоберг також є виконавчими продюсерами.
У лютому 2025 року серіал продовжено на другий сезон.

### Кастинг
У квітні 2023 року повідомлялося, що Стерлінг К. Браун зіграє в новому драматичному серіалі.
У лютому 2024 року Джеймс Марсден обраний на роль президента, а Джуліанна Ніколсон і Сара Шахі також приєдналися до акторського складу.
У листопаді 2024 року до акторського складу приєдналися Ніколь Брайдон Блум, Алія Мастін і Персі Даггс IV.

### Зйомки
У лютому 2024 року в Лос-Анджелесі розпочалися зйомки під робочою назвою «Paradise City».

## Показ
Hulu випустила перший епізод серіала 26 січня 2025 року, хоча спочатку прем'єра перших трьох епізодів мала відбутися 28 січня 2025 року.
Перший епізод також транслювався 29 січня на ABC, після чого вийшов в ефір 1 лютого 2025 року на FX.
В подальшому нові епізоди восьмисерійного серіала виходили в ефір щовівторка ексклюзивно на Hulu.
З 7 квітня по 26 травня 2025 року на ABC планується показ усіх восьми епізодів серіала.

## Сприйняття
На веб-сайті агрегатора рецензій Rotten Tomatoes 81% із 59 відгуків критиків є позитивними із середньою оцінкою 6,5/10. Консенсус веб-сайту звучить так: «Рай, що кишить п'янкими концепціями та темами, — це насичене, але надзвичайно амбіційне возз'єднання Стерлінга К. Брауна та творця Дена Фоґельмана».
Metacritic, який використовує середньозважену оцінку, присвоїв серіалу 69 балів зі 100 на основі відгуків 34 критиків, що вказує на «загалом схвальні» відгуки.